# Montalto delle Marche
Montalto delle Marche – miejscowość i gmina we Włoszech, w regionie Marche, w prowincji Ascoli Piceno.
Według danych na styczeń 2009 gminę zamieszkiwały 2332 osoby przy gęstości zaludnienia 68,4 os./km².